# Gare de Conflans - Jarny
La gare de Conflans - Jarny est une gare ferroviaire française de la ligne de Saint-Hilaire-au-Temple à Hagondange, située sur le territoire de la commune de Jarny, à proximité de Conflans-en-Jarnisy, dans le département de Meurthe-et-Moselle en région Grand Est. 
Elle est mise en service en 1873 par la Compagnie des chemins de fer de l'Est. C'est une gare de la Société nationale des chemins de fer français (SNCF) desservie par des trains TER Grand Est.

## Situation ferroviaire
Établie à 191 m d'altitude, la gare de bifurcation de Conflans - Jarny  est située au point kilométrique (PK) 316,942 de la ligne de Saint-Hilaire-au-Temple à Hagondange (entre les gares ouvertes d'Étain et d'Hatrize) et au PK 41,298 de la ligne de Longuyon à Pagny-sur-Moselle (entre les gares ouvertes de Baroncourt et d'Onville). Elle est également l'origine de la ligne de Conflans - Jarny à Metz-Ville partiellement déclassée.

## Histoire
Au début des années 1860 plusieurs projets permettant de désenclaver la région sont en discussions. La Compagnie des chemins de fer de l'Est prévoit une ligne permettant de relier Châlons-en-Champagne et Metz. Plusieurs tracés sont proposés, dont un seul passe par Jarny. Amenés à donner leurs avis, les élus de la commune émettent lors du conseil municipal du 22 décembre 1861 un avis favorable au tracé passant par Conflans et Jarny. Ce dernier projet est retenu, et les travaux débutent au cours de l'année 1862. Les difficultés techniques et la guerre de 1870 repoussent sa mise en service qui n'est pas encore effective lorsque le 22 décembre 1871 le conseil municipal se prononce pour dénommer la station « Jarny », mais les voisins de Conflans-en-Jarnisy, arguant du fait que leur commune est chef-lieu de canton, obtiennent que la dénomination de « Conflans - Jarny » soit finalement retenue.
L'inauguration officielle de la ligne entre Verdun et Conflans - Jarny, a lieu le 23 juin 1873,. La section de Conflans - Jarny à Hagondange est ouverte en plusieurs étapes entre 1879 et 1925
Avec l'augmentation du trafic et du nombre de lignes desservant Conflans - Jarny, le bâtiment voyageurs d'origine devient rapidement trop exigu, malgré un premier agrandissement[réf. nécessaire]. Il est donc démoli et remplacé par un autre bâtiment, plus monumental, au début du XXe siècle.
Ce second bâtiment a survécu aux deux guerres mondiales et est toujours utilisé par la SNCF.

## Fréquentation
De 2015 à 2024, selon les estimations de la SNCF, la fréquentation annuelle de la gare s'élève aux nombres indiqués dans le tableau ci-dessous.
| Année     | 2015    | 2016    | 2017    | 2018    | 2019    | 2020   | 2021   | 2022    | 2023    | 2024    |
| --------- | ------- | ------- | ------- | ------- | ------- | ------ | ------ | ------- | ------- | ------- |
| Voyageurs | 135 639 | 120 952 | 117 396 | 105 979 | 110 786 | 72 011 | 92 548 | 125 935 | 159 176 | 160 722 |

## Service des voyageurs

### Accueil
Gare SNCF, elle dispose d'un bâtiment voyageurs, avec guichet, ouvert tous les jours. Elle est équipée d'automates pour l'achat de titres de transport. C'est une gare « Accès TER Lorraine Métrolor » disposant d'aménagements, d'équipements et services pour les personnes à la mobilité réduite. Des distributeurs de journaux et de boissons sont présents dans le hall.

### Desserte
Conflans - Jarny est desservie par les trains TER Grand Est qui effectuent des missions entre les gares : Verdun, et de Metz-Ville ; de Verdun et de Hagondange ; de Conflans - Jarny et de Metz-Ville, ou de Nancy-Ville.

### Intermodalité
Un parking pour les véhicules y est aménagé. Elle est desservie par des cars à tarification SNCF : TER Grand Est (ligne : Verdun – Conflans - Jarny) et Métrolor (ligne : Verdun – Conflans - Jarny – Metz-Ville). Il y a également une navette Métrolor (à tarification particulière) en lien avec la gare de Meuse TGV.

## Service du fret
La gare de Conflans - Jarny est ouverte au service du fret.